# Dipalpur
Dipalpur é uma cidade do Paquistão localizada na província de Punjab.